# Lampona ruida
Lampona ruida är en spindelart som beskrevs av Ludwig Carl Christian Koch 1873. Lampona ruida ingår i släktet Lampona och familjen Lamponidae. Inga underarter finns listade i Catalogue of Life.